# Raymond Schwab
 (mars 2017).
Pour les articles homonymes, voir Schwab.
Raymond Schwab, né le 23 février 1884 à Nancy et mort le 5 juin 1956 à Paris, est un écrivain et haut fonctionnaire français.

## Biographie
Né dans une famille de confession juive, Raymond Sam Schwab est le fils d’Alexandre Schwab, directeur d’assurances, et de Léontine Lévy. En 1906-1907, après une licence ès lettres, il effectue son service militaire (il sera aussi mobilisé à l’arrière de mai 1915 à février 1919).
Vers 1920, il se convertit au catholicisme. 
Entré en 1912 au Sénat comme secrétaire-rédacteur, il fait toute sa carrière comme fonctionnaire des services du Parlement. Chef-adjoint de service puis chef de service au Sénat, il est révoqué en 1940 après la mise en place des lois raciales. On lit dans son dossier de Légion d’honneur : « Israélite mis à la retraite le 19 décembre 1940 par application des lois raciales. Réintégré à compter de la même date par arrêté du 28 octobre 1944 ».
À la Libération, ayant retrouvé ses fonctions, Schwab devient chef de service des comptes rendus analytiques de l’Assemblée nationale constituante. Il termine sa carrière avec le grade de directeur honoraire au Conseil de la République, promu officier de la Légion d’honneur.
Poète, romancier, critique aux Nouvelles littéraires et au Mercure de France, il est le biographe d'Anquetil-Duperon et d’Élémir Bourges. De 1936 à 1940, il dirige la revue Yggdrasil, en collaboration avec Guy Lavaud. 
En 1949, il présente à la Sorbonne une thèse qui fait date dans l'histoire des études indianistes: La Renaissance orientale (1950, préfacé par Louis Renou; traduit en anglais par Gene Patterson-Black et Victor Reinking et augmenté d'une préface par Edward Saïd).
L’Académie française lui décerne le prix d’Académie en 1935 et le prix Louis Barthou en 1955.

## Œuvres
- Regarde de tous tes yeux (roman), éditions Grasset, 1910.
- Mengeatte (roman), éditions Grasset, 1914.
- La Conquête de la joie, éditions Grasset, collection « Les cahiers verts », 1922.
- Mathias Crismant (roman), éditions Plon, collection « L’Aubier », 1925.
- Nancy, éditions Emile-Paul Frères, collection « Portrait de la France », 1926.
- Ôtez la pierre, éditions Claude Aveline, 1930.
- Nemrod (poésie), éditions de la pléiade, 1932.
- La Renaissance orientale, éditions Payot, 1950 ; rééd. 2014 ; rééd. Les Belles Lettres, coll. Classiques favoris, Paris, introd. Thibaut Matrat, 464 p., 2024  (ISBN 978-2251455921)